# Utena, la fillette révolutionnaire
 (mai 2017).
Si vous disposez d'ouvrages ou d'articles de référence ou si vous connaissez des sites web de qualité traitant du thème abordé ici, merci de compléter l'article en donnant les références utiles à sa vérifiabilité et en les liant à la section « Notes et références ».
Utena, la fillette révolutionnaire (少女革命ウテナ, Shōjo kakumei Utena) est un shōjo manga créé par Chiho Saito, publié au Japon de 1996 à 1997 dans le magazine Ciao et compilé en cinq tomes par Shōgakukan.
Une série animée de 39 épisodes, réalisée au sein du studio J. C. Staff par Kunihiko Ikuhara, est diffusée entre avril et décembre 1997 sur TV Tokyo. Un film d'animation, Apocalypse de l'adolescence, est ensuite sorti en 1999. Un volume one-shot sur l'histoire du film, un opéra de type takarazuka et un jeu sur console Saturn ont également vu le jour.
Le manga comme la série et le film développent un univers de shōjo allégorique et parfois surréaliste. Ils contiennent de nombreuses intrigues romantiques, en particulier la relation entre Utena et Anthy, qui s'inspire du genre du esu. Elles empruntent parfois au yaoi et au yuri, mais sur le mode de la symbolique érotique plutôt que des images sexuelles explicites. L'esthétique de cet univers emprunte aussi aux pièces de théâtre de la revue Takarazuka et au théâtre d'ombres.

## Synopsis
Utena la fillette révolutionnaire est l'histoire d'une jeune fille de 14 ans, Utena, qui a rencontré un prince monté sur un cheval blanc alors qu'elle était très jeune et venait de perdre ses parents. Il lui a offert une bague en souvenir de leur rencontre et elle rêve de le retrouver un jour. Mais surtout, Utena a été si impressionnée par le prince qu'elle souhaite devenir un prince elle-même, bien qu'elle soit une fille.
Élève à l'établissement scolaire Ohtori, elle s'y retrouve mêlée à une étrange compétition entre les membres du conseil des élèves, qui se livrent des duels à l'épée pour obtenir le pouvoir de révolutionner le monde.

## Personnages
Les descriptions qui suivent portent avant tout sur les personnages tels qu'ils sont dans la série animée. Les principales différences qui peuvent exister dans le film ou le manga sont également mentionnées.
Utena Tenjō (天上 ウテナ, Tenjō Utena)
Voix japonaise : Tomoko Kawakami
Utena est l'héroïne de la série. Elle est volontaire, sincère et assez innocente. Elle est très sportive (mais ignore totalement l'escrime au début de l'histoire). Son désir de devenir un prince et son indépendance d'esprit lui font porter un uniforme de garçon qui la rend très populaire, tout particulièrement auprès des autres filles de son établissement. Elle porte dès le début un anneau marqué de la rose, élément déclencheur de l'intrigue car c'est ce qui lui vaudra de participer, sans réellement le vouloir, aux duels planifiés par « les Confins du Monde » et le conseil des élèves. Extravertie et dynamique, elle possède également un certain sens de la justice et un rôle protecteur vis-à-vis de Anthy, qui la feront progresser à travers des duels qu'elle ne choisit pas de disputer. En effet, elle ne provoque jamais en duel par elle-même, ne faisant que répondre aux provocations des autres duellistes. Malgré « sa tendre amitié » pour Anthy, dans la série, le personnage d'Utena est aussi attirée par les garçons. Son rapport avec les hommes est tout aussi ambigu et sensuel. La fin de la série répondra à cette question. En tuant le prince charmant, elle tue le stéréotype du prince que doit attendre et aimer toutes petites filles dans une société hétérosexuelle. Et l'on comprend que le prince de son enfant fut un objet d'obsession pour Utena, non parce qu'elle voyait en lui un grand amour, mais un modèle à suivre et à devenir. Utena prend alors une autre dimension « révolutionnaire », celle d'une jeune fille, qui au fil de son adolescence, de sentiments naissant et ambigus, fait un apprentissage qui la mènera à un choix : devenir un prince charmant pour une femme : Anthy.
Dans le manga, la relation amoureuse avec Anthy demeure avant tout suggérée et implicite, et est exprimée par des codes propres au manga yuri permettant de contourner le grand tabou que représentaient encore les amours féminines dans le Japon des années 1990. Un seul baiser entre elles est montré.
Le film, apporte des nuances au personnage d'Utena qui souffre de souvenirs douloureux. Sa personnalité est légèrement modifiée ainsi que son allure physique, beaucoup plus « garçonne ». Le film étant réalisé un peu plus tardivement, leur relation amoureuse est explicite. Utena y devient alors pleinement une figure de l'homosexualité féminine.
Anthy Himemiya (姫宮 アンシー, Himemiya Anshī)
Voix japonaise : Yuriko Fuchizaki
Anthy est une mystérieuse jeune fille se trouvant dans la même classe qu'Utena. C'est la Fiancée de la Rose : le vainqueur des duels obtient sa main. Celui ou celle qui parvient à rester fiancé à Anthy est destiné à obtenir le pouvoir de révolutionner le monde, aussi suscite-t-elle la convoitise de chaque duelliste, à leur manière. Utena est par accident amenée à participer à l'un de ces duels et Anthy devient sa fiancée. Anthy est une fille très introvertie, aux réactions parfois étranges. Elle aime les animaux et passe beaucoup de temps dans la serre de l'établissement, à s'occuper des fleurs. Elle semble totalement soumise à son rôle de Fiancée de la Rose. Utena va faire tous les efforts possibles pour l'amener à s'ouvrir aux autres.
Anthy a une personnalité très différente dans le film, où elle est beaucoup plus ouverte et beaucoup moins timide.
Akio Ohtori (鳳 暁生 Ōtori, Akio)
Voix japonaise : Jūrōta Kosugi (anime), Mitsuhiro Oikawa (film)
Akio est le frère ainé d'Anthy et aussi le directeur par intérim de l'établissement (il porte le nom d'Ohtori parce qu'il est fiancé à Kanae Ohtori, la fille du véritable directeur).
Il joue un rôle important dans l'anime et le manga, mais n'y apparaît pas immédiatement. Son personnage se confond avec celui des «Confins du Monde » et, indirectement, du personnage de Dios qui n'est qu'une réminiscence de son propre passé.
Son rôle dans le film est beaucoup plus restreint.
Dios
Voix japonaise : Hiro Yūki
Dios est un personnage mystérieux, qui semble lié à Anthy et au pouvoir de révolutionner le monde. Celui ou celle qui est fiancé à Anthy peut utiliser l'épée de Dios lors de ses duels. Lorsque Anthy la fait apparaître, l'épée jaillit littéralement de son propre corps.

### Le conseil des élèves
Tōga Kiryū (桐生 冬芽, Kiryū Tōga)
Voix japonaise : Takehito Koyasu
Tōga est le président du conseil des élèves, dont il est aussi le membre le plus âgé (avec Saionji). Très sûr de lui et extrêmement populaire auprès des jeunes filles, c'est l'archétype du playboy qui multiplie les conquêtes. Il a également un côté très calculateur et s'amusera à manipuler Saionji, Miki et sa petite sœur Nanami, afin de leur faire prendre part aux duels. Il s'intéresse à Utena dès qu'elle remporte son premier duel, mais cet intérêt calculé ayant pour but de lui faciliter la victoire en cas de duel. Tôga profitera du charme qu'il exerce sur Utena pour remporter, en traître, son premier duel, puis sera vaincu à deux reprises par elle. Dans la partie finale de la série, Tôga semble être le complice des « Confins du Monde », celui qui planifie les duels, mais ne pourra tirer parti de cet avantage. Tōga fait partie du club de kendo, avec Saionji. En dehors de ses conquêtes féminines, Tôga apprécie la compagnie des chatons.
Dans le film, il joue un rôle totalement différent et connaît déjà Utena.
Kyōichi Saionji (西園寺 莢一, Saionji Kyōichi)
Voix japonaise : Takeshi Kusao
Saionji (son prénom n'est presque jamais utilisé) est fiancé à Anthy au début de la série. Il est d'un caractère agressif et arrogant. Bien qu'il semble sincèrement tenir à Anthy, il ne se prive pas de la maltraiter. C'est le vice-président du conseil des élèves (auquel il n'assiste presque jamais) et le président du club de kendo. Il connaît Tōga depuis longtemps et les deux garçons avaient l'habitude de s'entraîner ensemble. Leur relation actuelle est plus conflictuelle. Saionji est un personnage très antipathique au début de la série, mais l'exploration progressive de sa personnalité et des raisons qui le motivent vient nuancer le tableau (comme c'est le cas pour Nanami). Toutefois, son tempérament colérique lui font perdre toute maîtrise lors de ses duels, et il sera systématiquement balayé par Utena, malgré son inexpérience. Au cours d'un épisode, il apparaît comme un amateur de camping sauvage et un grand consommateur d'œufs au plat.
Juri Arisugawa (有栖川 樹璃, Arisugawa Juri)
Voix japonaise : Kotono Mitsuishi
Juri (ou aussi Yuri) est un peu plus âgée qu'Utena et Anthy. De caractère distant, elle est redoutée par la plupart des autres élèves et même par les professeurs. Brillante épéiste, elle est capitaine du club d'escrime de l'université et c'est peut-être la plus fine lame de tout le conseil des élèves. Son apparence froide masque ses sentiments cachés pour son amie d'enfance, Shiori Takatsuki, à laquelle elle ne peut avouer ses sentiments. À noter que dans le manga , Shiori n’existe pas , mais Juri est amoureuse de Toga à la place. Incapable de se libérer de ce fardeau qu'elle ne partage avec personne, elle a apparemment renoncé à croire aux miracles et en conteste agressivement l'existence. Tôga insinuera que la principale motivation de Juri à participer aux duels serait plutôt d'utiliser le pouvoir de la Fiancée de la Rose afin de faire connaître ses sentiments. Cet aspect du personnage apparaît peu dans le film et n'existe pas dans le manga. Juri participera à deux duels contre Utena. Bien que celle-ci ait été incapable de trancher la rose de Juri, elle remportera ces deux duels, une première fois par accident -ou bien par miracle- et la seconde fois par abandon, après avoir fait voler en éclats le pendentif de Juri contenant la précieuse photo de Shiori. Il est arrivé à Juri de travailler en tant que mannequin.
Miki Kaoru (薫 幹, Kaoru Miki)
Voix japonaise : Aya Hisakawa
Miki est un peu plus jeune qu'Utena et Anthy. Il est sérieux, sincère et un peu timide. C'est un élève très brillant et un pianiste remarquable. Il fait également partie du club d'escrime, et fait figure de second meilleur escrimeur de l'académie, surpassé par le talent de Juri. Tout comme elle, il pratique l'escrime au niveau national. Il est également un pianiste doué, et se révélera attiré par Anthy en découvrant le talent de celle-ci à jouer du piano. Comme beaucoup d'autres personnages de la série et malgré son jeune âge, Miki a la nostalgie d'une époque antérieure de sa vie. Trop tendre et peu combatif, il lui faudra l'intervention de Tôga pour développer son animosité envers Utena, et décider de prendre de force Anthy à celle-ci. Il ne sera toutefois pas capable de battre Utena, sèchement battu lors de ses deux duels: une première fois, anéanti en entendant les encouragements d'Anthy pour Utena et une deuxième fois, vaincu par une attaque foudroyante d'Utena. Il transporte toujours un chronomètre sur lui, qu'il arrête lors des moments clef des réunions du conseil des élèves.
Dans le manga, c'est à Utena qu'il s'intéresse.
Nanami Kiryū (桐生 七実, Kiryū Nanami)
Voix japonaise : Yuri Shiratori
Nanami est la sœur de Tōga. Elle est un peu plus jeune qu'Utena et Anthy. Nanami se fait d'abord remarquer par sa jalousie extrêmement possessive en ce qui concerne son frère, qu'elle idolâtre. Cela l'amène très vite à vouloir nuire à Utena et Anthy, auxquelles Tōga s'intéresse trop à son goût. Nanami est capable de beaucoup de mesquinerie et parfois d'une certaine cruauté, mais elle a aussi un côté naïf qui n'est pas immédiatement apparent. Elle est fréquemment entourée par trois jeunes filles de son âge, qui lui tiennent pratiquement lieu de servantes (ou de sbires, selon les occasions) et sur lesquelles elle exerce une domination tyrannique dès lors qu'elle recevra le droit de participer aux duels, car Nanami ne fait pas partie du conseil des élèves au début de la série.. Ses participations seront motivées par sa jalousie excessive, mais aussi par le malin plaisir que prend Tôga à attiser sa jalousie et son agressivité. Elle est fréquemment la victime d'agressions animales, généralement des plus improbables.
Elle est virtuellement absente du manga et du film.
Ruka Tsuchiya (土谷 瑠果, Tsuchiya Ruka)
Voix japonaise : Nozomu Sasaki
Ruka est le véritable capitaine du club d'escrime, mais il a dû s'absenter de l'établissement pour cause de maladie et Juri l'a alors remplacé. Il a à peu près le même âge que Saionji et Tōga. Ruka n'apparaît que tardivement dans la série, et ne participera qu'à un seul duel contre Utena. Il se montrera à deux reprises plus fort que Juri lors de deux combats en dehors de l'arène, mais reconnaît que le potentiel de Juri est nettement plus élevé que le sien. Il adopte dès son retour un comportement de séducteur proche de celui de Tôga et est très apprécié des filles de l'académie. Après avoir séduit Shiori, il défiera Utena mais perdra après s'être montré dangereux. Puis, il accompagnera Juri dans son second duel, avant de succomber à sa maladie qui n'était en réalité pas guérie. Ce n'est qu'après sa mort et ce duel perdu de Juri que la dimension du personnage de Ruka apparaît: très amoureux de Juri et ne pouvant l'obtenir, il aurait séduit Shiori pour rendre jalouse Juri et l'éloigner de Shiori. Il ne fera que provoquer la colère de Juri. La seule motivation à combattre de Ruka aurait été de libérer Juri de ses sentiments qui la rongent. Ayant renoncé à cet objectif après sa propre défaite, il encouragera finalement Juri à poursuivre son propre objectif en dépit de ses propres sentiments. Il semble que Juri n'ait compris cela qu'à la fin de son duel, la poussant à abandonner en plus de la perte de son médaillon.
Ruka n'existe pas dans le film, mais un chapitre additionnel du manga lui est consacré.

### Personnages secondaires
Wakaba Shinohara (篠原 若葉, Shinohara Wakaba)
Voix japonaise : Yuka Imai
Wakaba est la meilleure amie d'Utena et se montre assez possessive à son égard. Elle est d'un naturel enjoué et expansif. Elle est amoureuse de Saionji. Dans la deuxième partie de la série, elle sera amenée à se battre en duel avec Utena, sous l'emprise de la Rose noire, en utilisant l'arme de duel de Saionji. Wakaba adore préparer des plateaux-repas pour Utena.
Chu-Chu
Voix japonaise : Satomi Koorogi
Chu-Chu est un singe. C'est l'animal de compagnie d'Anthy et son seul ami avant qu'elle ne rencontre Utena. Son vocabulaire se limite à la syllabe « chu ». Il est particulièrement gourmand. Chu-Chu et Saionji ne s'apprécient guère mutuellement.
Chu-Chu n'apparaît dans le film que lors d'une séquence parodique.
Kozue Kaoru (薫 梢, Kaoru Kozue)
Voix japonaise : Chieko Honda
Kozue est la sœur jumelle de Miki. Ils sont proches l'un de l'autre, mais Kozue aime à provoquer son frère et leur relation est souvent tendue. Malgré son jeune âge, Kozue est de mœurs pour le moins dissolues. Elle avait l'habitude de jouer du piano avec son frère, mais a renoncé, faute de talent, lorsqu'elle dut fuir pour éviter de présenter un récital, seule, devant le public. Sa jalousie envers Anthy la pousse à participer à un duel, possédée par la Rose Noire, en utilisant l'épée de Miki. Elle participera également, jouant le rôle de la Fiancée de Miki, dans la troisième partie de la série.
Kozue n'apparaît que très fugitivement dans le film.
Shiori Takatsuki (高槻 枝織, Takatsuki Shiori)
Voix japonaise : Kumiko Nishihara
Shiori était la meilleure amie de Juri, avant qu'elles ne se brouillent pour des raisons sentimentales. Shiori, qui nourrissait un complexe d'infériorité vis-à-vis de Juri, a en effet conquis un garçon, pensant que Juri était amoureuse de celui-ci afin de se prouver qu'elle était capable de lui subtiliser quelque chose. Au cours de la série, Shiori apprendra la vraie nature des sentiments de Juri. Se croyant plus forte que Juri, elle défie Utena sous l'emprise de la Rose Noire, mais est battue à son tour. Par la suite, Shiori semble avoir tout oublié des sentiments de Juri.
Shiori n'existe pas dans le manga.
Dans le film, en revanche, elle joue un rôle important et est liée à Tôga.
Mitsuru Tsuwabuki (石路 美蔓, Tsuwabuki Mitsuru)
Voix japonaise : Akiko Yajima
Tsuwabuki (son prénom est rarement utilisé) est le plus jeune des personnages de la série. Il est totalement dévoué à Nanami. Désespéré par la conduite de Nanami, qui le considère comme une quantité négligeable, Tsuwabuki cherche un moyen de devenir adulte plus vite pour la séduire. Possédé par la Rose Noire, il affronte Utena avec le sabre et la dague de Nanami, sans succès.
Il n'apparaît ni dans le manga, ni dans le film.
Kanae Ohtori (鳳 香苗, Ōtori Kanae)
Voix japonaise : Ai Orikasa
Kanae est la fille du directeur de l'établissement (qui n'apparaît jamais) et la fiancée d'Akio. Elle n'apparaît substantiellement que dans un seul épisode de la série. Elle introduit la série des duels de la Rose Noire et sera battue par Utena. L'épée qu'elle utilise pour son duel est d'origine inconnue: il est plus que probable que son duel ait servi de test pour les suivants.
Son rôle dans le film est encore plus réduit.
Sōji Mikage (御影 草時, Mikage Sōji)
Voix japonaise : Hikaru Midorikawa
Mikage dirige le séminaire Nemuro, un cercle de réflexion et d'influence qui existe au sein de l'établissement. Son but est de tuer la Fiancée de la Rose afin de la remplacer par Mamiya Chida et il manipule des étudiants dans ce but, leur conférant un anneau marqué d'une rose, propriété d'un ancien duelliste décédé. Après avoir utilisé les talents de tous les duellistes existants, il se retrouvera lui-même en position de se battre en duel contre Utena. D'une intelligence vive et glaciale, il mettra Utena dans des positions difficiles en anticipant ses mouvements, avant d'être vaincu. Mikage apparaît dans la deuxième partie de la série. S'il apparaît au début comme un marionnettiste, il semble finalement qu'il ait lui-même été le pantin de Fin du Monde.
Il n'existe pas dans le film, mais un chapitre additionnel du manga lui est consacré.
Mamiya Chida
Voix japonaise : Maria Kawamura
Mamiya partage le but de Mikage, qui veut lui transférer le pouvoir d'Anthy. Il est le fiancé de la Rose noire.
Keiko Sonoda
Voix japonaise : Rei Nakagawa
Keiko est l'une des trois « comparses » de Nanami (les deux autres se nomment Aiko et Yūko). Elle se montre particulièrement agressive vis-à-vis d'Anthy (souvent à l'initiative de Nanami elle-même). Pourtant, son « amitié » avec Nanami est viciée par le fait que Keiko aime en secret Tôga, le frère de Nanami. Elle combattra du côté de la Rose Noire, avec le katana de Tôga, et prononcera même sa volonté de tuer Nanami à l'aide de ce sabre.
Elle n'apparaît ni dans le film, ni dans le manga.
Tatsuya Kazami
Voix japonaise : Ryōtarō Okiayu
Tatsuya est un ami d'enfance et ancien camarade de classe de Wakaba. Il n'apparaît que vers la moitié de la série.
Il n'existe pas dans le manga et ne fait qu'une apparition extrêmement fugitive dans le film.
Les filles de l'ombre (Kage Shōjo)
Voix japonaise : Maria Kawamura (A-Ko et E-Ko), Satomi Koorogi (B-Ko et F-Ko), Kumiko Watanabe (C-Ko)
Les filles de l'ombre sont des personnages mystérieux qui apparaissent tout au long de la série, dans des séquences de théâtre d'ombre. Au cours de leurs apparitions, elles évoquent généralement les évènements de l'épisode de façon métaphorique. Les filles de l'ombre jouent un rôle assez similaire à celui du chœur dans les tragédies grecques et n'interviennent jamais dans l'histoire. Elles sont au nombre de trois : A-Ko, B-Ko et C-Ko (littéralement, « fille A », « fille B » et « fille C »), C-Ko n'apparaissant pas dans le premier tiers de la série.
C-Ko et deux nouvelles filles de l'ombre - E-Ko et F-Ko - apparaissent dans le film. Elles n'existent pas dans le manga.

## Analyse de l'œuvre

### Production
C'est un projet du groupe Be-Papas qui est à l'origine de la franchise Utena.

### Interprétations et influences
Utena, la fillette révolutionnaire reprend le thème d'une héroïne travestie dont l'origine remonte aux shōjo mangas des années 1960 et 1970, notamment Princesse Saphir de Osamu Tezuka, et La Rose de Versailles de Riyoko Ikeda : Utena, par sa personnalité de garçon manqué, son aspect androgyne et son choix de porter des vêtements masculins, rappelle le personnage d'Oscar de Jarjaye  dans Lady Oscar, l'adaptation animée de La Rose de Versailles.
On peut aussi faire plusieurs parallèles entre Oniisama e / Très cher frère (autre œuvre d'Ikeda) et Utena : l'action se déroule dans une école privée, on y retrouve un prestigieux cercle d'élèves qui joue un rôle central dans l'intrigue, quelques très fortes relations romantiques entre jeunes filles, etc.

## Manga
Le manga en cinq volumes de Chiho Saito a été publié au Japon entre 1996 et 1997. Il est disponible en français aux éditions Pika.
L'histoire du manga et celle de la série animée sont essentiellement similaires. Certains personnages de la série animée n'apparaissent pas dans le manga ou y sont quelque peu différents. La deuxième partie de la série animée, où apparaît Mikage Sōji, n'existe dans le manga que sous la forme d'un chapitre additionnel et bref. La fin du manga est très différente de celle de la série animée.
Il existe également une adaptation en un seul tome de l'intrigue du film Adolescence mokushiroku (inédit en France).
Le 20 mai 2017, Shōgakukan annonce qu'un nouveau chapitre sera publié dans le numéro de septembre de son magazine Flowers, deux autres chapitres sont parus dans les numéros de mars et mai 2018, les 3 chapitres sont ensuite compilés en 1 tome le 10 mai 2018 au Japon sous le nom de Shōjo Kakumei Utena - After the Revolution. Chiho Saitō est encore chargé de le dessiner.

## Anime

### Série télévisée
La série animée de 39 épisodes est l'incarnation la plus connue et la plus populaire. Diffusée au Japon du 2 avril 1997 au 24 décembre 1997, la série animée est sortie en France un premier temps chez Dybex au format VHS, avant de passer chez Kazé pour une édition sur DVD.

#### Synopsis
Lorsque la série commence, une nouvelle année scolaire est sur le point de commencer à l'établissement Ohtori. Utena, qui a désormais 14 ans, s'attire d'entrée de jeu les foudres de l'un de ses professeurs parce qu'elle n'a pas renoncé à porter un uniforme de garçon. Elle porte toujours la bague que lui a offerte le prince après le décès de ses parents. Même si elle ne se souvient plus de tous les détails de leur rencontre, elle se rappelle sa promesse : si elle conserve sa noblesse intérieure, cette bague la ramènera un jour jusqu'à lui.
L'établissement Ohtori est le théâtre d'une compétition des plus étranges entre les membres du conseil des élèves. Ils se livrent des duels à l'épée pour obtenir la Fiancée de la Rose, une jeune fille du nom d'Anthy. Ces duels se livrent dans un décor atypique : une vaste arène située sur une plate-forme, au-dessus de la forêt qui borde l'établissement, surplombée par un château inversé et suspendu dans le ciel. Une rose est accrochée à la poitrine de chaque combattant. Celui qui perd sa rose est déclaré vaincu. Le vainqueur devient ou reste le fiancé d'Anthy. Ce jeu complexe est organisé par un personnage mystérieux, qui se fait appeler « Les Confins du Monde » et communique par le biais de lettres avec les membres du conseil des élèves. Il leur a dit que celui ou celle qui saurait conserver Anthy obtiendrait le pouvoir de révolutionner le monde.
Utena se retrouve mêlée à cette compétition sans l'avoir voulu. La bague qu'elle porte se trouve être un « Sceau de la Rose », le symbole des duellistes. Saionji, qui est alors le fiancé d'Anthy, ayant blessé les sentiments de son amie Wakaba, Utena le défie en duel. Elle l'emporte et se retrouve alors fiancée à Anthy.

#### Fiche technique
- Année : 1997
- Réalisation : Kunihiko Ikuhara
- Character design : Shinya Hasegawa
- Créateur original : Be-Papas, Chiho Saito
- Musique : Shinkichi Mitsumune
- Animation : J.C. Staff
- Licencié en France par : Kazé
- Nombre d'épisodes : 39

#### Liste des épisodes
La série animée est divisée en trois parties.
La première partie couvre les 13 premiers épisodes (le 13e étant essentiellement une récapitulation). Utena est contrainte d'y affronter les membres du conseil des élèves pour conserver Anthy, qu'elle souhaite aider et protéger. Bien que cette partie soit centrée sur Utena et Anthy, les membres du conseil des étudiants sont également développés.
La deuxième partie va de l'épisode 14 à l'épisode 24 (ce dernier est parodique et récapitulatif). Deux nouveaux personnages y apparaissent : Mikage Sōji et Chida Mamiya. Afin de s'emparer du pouvoir d'Anthy, ils vont manipuler des élèves et leur faire affronter Utena. Cette partie est beaucoup moins centrée sur Utena et Anthy. Des personnages secondaires, généralement liés à l'un ou l'autre des membres du conseil des élèves, y sont développés. Les duels sont généralement plus brefs que dans le reste de la série.
La troisième partie va de l'épisode 25 à l'épisode 39. La compétition pour la Fiancée de la Rose trouve un nouvel élan et Utena est obligée d'affronter à nouveau les membres du conseil des élèves. La fin de la série (à partir de l'épisode 33, partiellement récapitulatif) est extrêmement centrée sur Utena et Anthy.

#### Analyse
Bien que la série animée démarre comme un shōjo à l'ambiance de conte de fée, elle prend progressivement un ton plus adulte. Les relations sexuelles, l'homosexualité et l'inceste sont des thèmes que l'on retrouve souvent, bien que de façon généralement implicite.
L'atmosphère de la série manifeste fréquemment un caractère irréel, parfois métaphorique, parfois absurde. Les réunions du conseil des élèves sont notamment l'occasion d'évènements étranges, voire inexplicables (les membres du conseil s'exercent au lancer du couteau, un train passe à quelques mètres, une partie de baseball se déroule juste à côté, etc.)

### Film
Le film d'animation Adolescence mokushiroku (少女革命ウテナ～アドゥレセンス黙示録, Apocalypse de l'adolescence) a été projeté dans les salles en 1999. Il dure 1h25. En France c'est l'éditeur Dybex qui en possède les droits. Sa commercialisation, après avoir été évoquée pendant des années, a eu lieu fin 2006.
Le film reprend la base du scénario et la plupart des personnages de la série. Il se déroule cependant dans un univers alternatif, à l'apparence visuelle plus ou moins onirique. Beaucoup de symboles, néanmoins, rappellent l'univers de la série.
Le film est essentiellement centré sur la relation entre Utena et Anthy, qui ont des personnalités assez différentes de celles qu'elles possèdent dans la série.

## Autres médias
- Utena a été adaptée par le Takarazuka, troupe japonaise qui produit des comédies musicales où tous les rôles sont interprétés par des femmes.
- Shōjo kakumei Utena - Itsuka kakumeisareru monogatari, un jeu sur Sega Saturn se passant un peu avant le cycle de la rose noire de la série animée et proposant une histoire et deux personnages inédits : l'héroïne et Sanjōin Chigusa.